# Droga krajowa nr 27 (Polska)
Droga krajowa nr 27 (DK27) – droga krajowa klasy GP oraz klasy G w południowo-zachodniej części województwa lubuskiego o długości 74 km. Biegnie od granicy z Niemcami w Przewozie do Zielonej Góry, w przeważającej części przez Bory Zielonogórskie. W węźle Żary bezkolizyjnie przecina autostradę A18. Jest głównym łącznikiem kształtującego się Lubuskiego Trójmiasta z zachodnią granicą kraju. Droga jest w większości w dobrym stanie.
W latach 1986–2000 oznaczenie DK27 nosiła część obecnej DW468 oraz droga łącząca Redę z Helem (obecnie fragment DW216).

## Klasa drogi
Droga posiada parametry klasy GP na odcinku Drozdów – Żary – Zielona Góra, zaś na pozostałym odcinku parametry klasy G.

## Historia numeracji
Na przestrzeni lat trasa posiadała różne oznaczenia i kategorie/klasyfikacje:

| Lista źródeł |
| --- |
| - Atlas samochodowy Polski. Warszawa: Państwowe Przedsiębiorstwo Wydawnictw Kartograficznych, 1958. Brak numerów stron w książce - Mapa samochodowa Polski 1:1 000 , Warszawa: Państwowe Przedsiębiorstwo Wydawnictw Kartograficznych, 1962. Brak numerów stron w książce - Atlas samochodowy Polski 1:500 000. Wyd. IV. Warszawa: Państwowe Przedsiębiorstwo Wydawnictw Kartograficznych, 1965. Brak numerów stron w książce - Mapa samochodowa Polski 1:500 000, wyd. dziesiąte, Warszawa: Państwowe Przedsiębiorstwo Wydawnictw Kartograficznych, 1971. Brak numerów stron w książce - Mapa samochodowa Polski 1:500 000, wyd. jedenaste, Warszawa: Państwowe Przedsiębiorstwo Wydawnictw Kartograficznych, 1972. Brak numerów stron w książce - Mapa samochodowa Polski 1:500 000, wyd. trzecie, Warszawa: Państwowe Przedsiębiorstwo Wydawnictw Kartograficznych, 1975. Brak numerów stron w książce - Samochodowy atlas Polski 1:500 000. Wyd. V. Warszawa: Państwowe Przedsiębiorstwo Wydawnictw Kartograficznych, 1979. ISBN 83-7000-017-7. Brak numerów stron w książce - Samochodowy atlas Polski 1:500 000. Wyd. VI. Warszawa: Państwowe Przedsiębiorstwo Wydawnictw Kartograficznych, 1980. Brak numerów stron w książce - Mapa samochodowa Polski 1:1 500 000, Załącznik do informatora samochodowo-motocyklowego – rocznik XXVIII, Warszawa: Państwowe Przedsiębiorstwo Wydawnictw Kartograficznych, 1983. Brak numerów stron w książce - Samochodowy atlas Polski 1:500 000. Wyd. IX. Warszawa: Państwowe Przedsiębiorstwo Wydawnictw Kartograficznych, 1984. Brak numerów stron w książce - Samochodowy atlas Polski 1:500 000. Wyd. IX. Warszawa: Państwowe Przedsiębiorstwo Wydawnictw Kartograficznych, 1985. Brak numerów stron w książce |

| Lista źródeł |
| --- |
| - Zarządzenie nr 6 Generalnego Dyrektora Dróg Publicznych z dnia 9 maja 2000 r. w sprawie nowych numerów dróg krajowych, [w:] Rzeczpospolita [online], 4 lipca 2000. - POLSKA Atlas drogowy 1:200 000. Mapy Ścienne Beata Piętka, 2000. Brak numerów stron w książce - Polska: autoatlas 1:300 000, Autoatlas opracowano dla potrzeb Polskiego Koncernu Naftowego ORLEN Spółka Akcyjna, Warszawa: ABW Sp. z o.o., 2001, ISBN 83-915542-0-1. Brak numerów stron w książce - Polska: mapa samochodowa z podziałem administracyjnym 1:700 000, wyd. XII Zmienione, poprawione i uaktualnione, Szczecin: Wydawnictwo Kartograficzne KOMPAS, 2004–2005, ISBN 83-904373-7-6. Brak numerów stron w książce - Polska: mapa samochodowa z podziałem administracyjnym 1:700 000, wyd. XIV Zmienione, poprawione i uaktualnione, Szczecin: Wydawnictwo Kartograficzne KOMPAS, 2005–2006, ISBN 83-904373-7-6. Brak numerów stron w książce - Polska 2016: mapa samochodowa 1:700 000, wyd. XXVII, Dom Wydawniczy PWN, 2016, ISBN 978-83-7705-942-5. Brak numerów stron w książce - Polska 2017: atlas samochodowy 1:200 000 dla profesjonalistów, wyd. IX, Warszawa: Dom Wydawniczy PWN, 2017, ISBN 978-83-7705-978-4. Brak numerów stron w książce - Polska 2020/2021: mapa samochodowa 1:700 000, Grupa PWN, 2020, ISBN 978-83-65808-36-3. Brak numerów stron w książce |

## Dopuszczalny nacisk na oś
Od 13 marca 2021 roku na drodze dopuszczalny jest ruch pojazdów o nacisku pojedynczej osi do 11,5 tony z wyjątkiem określonych miejsc oznaczonych znakiem zakazu B-19.

### Do 13 marca 2021 r.
Wcześniej na całej długości drogi krajowej nr 27 dopuszczalny był ruch pojazdów o nacisku pojedynczej osi do 10 ton.

## Ważniejsze miejscowości leżące na trasie DK27
- Przewóz – granica z Niemcami
- Drozdów (A18)
- Żary (droga krajowa nr 12) – obwodnica
- Nowogród Bobrzański – obwodnica
- Świdnica – obwodnica
- Zielona Góra (S3, droga krajowa nr 32) – obwodnica